# Dercílidas
Dercílidas (en griego: Δερκυλίδας, Derkylídas) fue un general espartano. Floreció a principios del siglo IV a. C. Por su astucia e inventiva fue apodado Sísifo, según relata Jenofonte. Nunca se casó, algo no bien visto en Esparta.
En la primavera de 411 a. C. fue enviado al Helesponto para instigar la revuelta de las ciudades de la zona contra Atenas. Consiguió hacerse con Abido y Lámpsaco, en la orilla asiática del Helesponto, aunque los atenienses, dirigidos por Estrombíquides, recuperaron en seguida esta última ciudad. Dercílidas mantuvo Abido, ciudad de la que fue harmosta.
Más adelante, en 399 a. C., Dercílidas remplazó a Tibrón en el mando de las fuerzas espartanas y mercenarias que protegían a los griegos de Asia contra los persas, con orden de atacar a los sátrapas Farnabazo y Tisafernes. Tras lograr una tregua con el segundo, se lanzó contra la Eólida, territorio del primero. Dercílidas tenía una vieja enemistad con Farnabazo, por haber sufrido de él una humillación militar cuando era harmosta de Abido bajo las órdenes de Lisandro, en 407 a. C. Pese a no contar con apoyo naval, en Eólida consiguió hacerse con nueve ciudades en ocho días. Previamente había logrado que se le entregaran en un solo día las ciudades de Larisa, Hamaxito y Colonas en la región de la Tróade. Para no recargar a sus aliados invernando en su territorio, concluyó una tregua con Farnabazo y se retiró a Bitinia, donde mantuvo a su ejército saqueando la zona.
En la primavera de 398 a. C., salió de Bitinia y tuvo en Lámpsaco una entrevista con enviados de Esparta que le anunciaron que el gobierno prolongaba un año más su mandato, contento con los resultados obtenidos y con el buen orden de las tropas, que ya no se indisciplinaban como cuando las mandaba Tibrón. Enterado por esos enviados que algunas ciudades griegas del Quersoneso tracio, en la ribera norte del Helesponto, se habían dirigido a Esparta pidiendo ayuda contra los tracios, sus vecinos bárbaros, Dercílidas, sin revelar sus intenciones, concluyó una nueva tregua con Farnabazo y, pasando al lado europeo del Helesponto, construyó en pocos meses un muro a lo largo del istmo para proteger el acceso desde Tracia. Luego pasó al lado asiático y asedió la ciudad de Atarneo, que había tomada por exiliados de Quíos y saqueaban la zona, logrando hacerse con ella tras una obstinada defensa de ocho meses.
El año siguiente, 397 a. C., enviados de las ciudades de la región de Jonia solicitaron a Esparta que se atacase la región de la Caria, sede del sátrapa Tisafernes, para que este reconociera la independencia de las ciudades griegas de Asia menor. Desde Esparta los éforos instruyeron a Dercílidas para efectuar ese ataque, esta vez con apoyo naval. Ante la amenaza, Tisafernes y Farnabazo se unieron contra Dercílidas, y se entabló una negociación en la que este pedía el autogobierno para las ciudades griegas y los sátrapas la retirada de las tropas espartanas. Un principio de acuerdo quedó en suspenso mientras cada parte consultaba a su capital.
En 396 a. C. Agesilao, rey de Esparta, llega a la zona y se hace con el mando de las fuerzas espartanas. Dercílidas, aparentemente, debió volver a casa, porque en 394 a. C. fue enviado desde Esparta para llevar a Agesilao noticia de las victorias espartanas en la guerra de Corinto. Lo encontró en Anfípolis, y de ahí este lo envía a difundir la noticia a las ciudades asiáticas aliadas de Esparta, un encargo bien recibidido por Dercílidas, pues lo mantenía ausente de Esparta, según Jenofonte, donde no se encontraba a gusto quizá por su prolongada soltería. En el Helesponto consiguió mantener la amistad hacia Esparta de Abido y de Sesto, la ciudad situada enfrente, al otro lado del canal marítimo, y las defendió frente a Trasíbulo y frente a un ataque combinado de Conón y Farnabazo. Permaneció en el Helesponto hasta 389 a. C., donde fue sustituido como harmosta de Abido por Anaxibio.